# Mark Herring (Schwimmer)
Mark Herring (* 5. Dezember 1984 in Auckland) ist ein ehemaliger neuseeländischer Schwimmer.
2008 nahm er an den Olympischen Sommerspielen in Peking in der Disziplin 4 × 100 m Freistil teil. Die Staffel stellte einen Landesrekord auf, der noch 2024 Bestand hatte. Ebenfalls auf weltweiter Bühne vertrat er Neuseeland bei der Schwimm-WM 2007 und den World University Games.
Erfolgreich war Herring bei den Schwimmozeanienmeisterschaften, bei denen er in bei den Teilnahmen 2002, 2004, 2005 und 2008 insgesamt auf drei Gold- zwei Silber- und zwei Bronzemedaillen errang.
Bereits sein Vater, Colin Herring, hatte 1972 in München als Schwimmer an den Olympischen Sommerspielen teilgenommen.
Mark Herring gehört dem Verein West Auckland Aquatics an. Im Alter von 24 Jahren erklärte er seinen Rückzug auf dem internationalen Schwimmsport.
Er stellte 2008 beim Schwimm-Weltcup in Australien mit 49,54 Sekunden den nationalen Rekord in 100 Meter Freistil. Dieser Rekord wurde 2016 von Daniel Hunter unterboten.